# Torcello
Torcello je danas mirni i rijetko naseljeni otok na sjevernom dijelu Venecijanske lagune. Nalazi se u dijelu lagune kojeg venecijanci zovu laguna morta, gdje je more izuzetno plitko i puno algi. 
Drži se da je Torcello bio najstariji naseljeni dio Venecije, a u davnoj prošlosti bio je i najgušće naseljeni dio u cijeloj laguni.

## Povijest
Nakon propasti Rimskog Carstva, Torcello je bio prvi otok u laguni na koji su se naselile izbjeglice s terre firme (suhe zemlje, kopna) koji su tražili sigurno utočište zbog učestalih provala barbara. Bijeg na Torcello osobito se pojačao nakon što su Huni pod vodstvom Atile razorili rimski grad Altinu, i poharali čitav kraj 452. godine. 
638. godine Torcello je postao sjedište biskupije, izbjeglice iz Altinuma donijeli su sa sobom i relikviju sv. Heliodorusa, bivšeg zaštitnika Altinuma, koji je postao svetac zaštitnik Torcella.
Torcello je nakon propasti Zapadnog Rimskog Carstva jako napredovao zahvaljujući svojim odličnim trgovačkim i kulturnim vezama s Konstatinopolisom, kao neka predstraža Bizanta, ali je isto tako bio de facto slobodan. 
Torcello je vrlo brzo izrastao u važno političko i trgovačko središte. Tako je u 10. stoljeću imao najmanje 10.000 stanovnika, što je za ono vrijeme bila impozantna brojka, i bio je mnogo veći od Venecije. Zahvaljujući svojem prirodnom položaju u plitkoj laguni, punoj salina, proizvodnja morske soli postala je važan gospodarski oslonac grada. S druge pak strane, luka Torcella ubrzano se razvila kao središte trgovine izemeđu istoka i zapada, ali je ostala u velikoj mjeri pod kontrolom Bizanta. 
Na nesreću more oko Torcella postalo je toliko plitko da se od 12. stoljeća nadalje pretvaralo u nezdravu močvaru, u kojoj je carevala malarija.  Plovidba je postala nemoguća, život rizičan, tako da su malo po malo stanovnici stali napuštati bezvrijedan otok i stali se naseljavati na susjedne otoke Murano, Burano ili Veneciju, danas je na otoku ostalo svega 20 stalnih stanovnika. 

## Znamenitosti
Bivši sjaj Torcella s mnogobrojnim palačama, dvanaest župnih crkava i šesnaest samostana danas je teško sebi predočiti, jer su sve građevine razrušene a materijal upotrijebljen za gradnju novih objekata u Veneciji.
Tako je jedini preostali srednjovjekovni dijelić nekadašnje raskoši Torcella, manji kompleks od četiri zdanja.
Danas je glavna atrakcija Torcella katedrala Uzačašća Marijinog, osnovana 639. godine, izgrađena između 11. i 12. stoljeća u bizantskom stilu, s lijepim mozaikom Posljednjeg suda. 
Drugi značajni objekt u Torcellu je crkva sv. Foške iz 11. – 12. stoljeća u obliku grčkog križa. Gradski muzej smješten je dvije palače iz 14. stoljeća; Palazzo dell'Archivio i Palazzo del Consiglio, u 
kojem je nekada bilo sjedište komunalne uprave. Turisti rado posjećuju i takozvani Attilin tron, kamenu stolicu, koja međutim nema nikakve veze s kraljem Huna - Atilom, već je to najvjerojatnije bila stolica lokalnog podeste ili biskupa.

## Poznati stanovnici
Jedan od najpoznatijih zaljubljenika u šarm i mir Torcella bio je američki književnik Ernest Hemingway koji je na otoku proveo izvjesno vrijeme 1948. godine, i tu napisao dobar dio svog romana Preko rijeke i u šumu.
Torcello je također mjesto radnje drame engleskog dramatičara Harolda Pintera Izdaja, koju je on napisao na osnovu stvarnih događaja koji su mu se dogodili za vrijeme ljetovanja s Joan Bakewell na otoku i Veneciji 1960. godine.

## Vanjske poveznice
- Satelitske snimke otoke na Googlu